# La Bonne Soupe (film)
Pour l’article homonyme, voir La Bonne Soupe.
Pour plus de détails, voir Fiche technique et Distribution.
La Bonne Soupe est un film français de production franco-italienne de Robert Thomas, adapté de la pièce du même nom de Félicien Marceau et sorti en 1964.

## Synopsis
Une joueuse de casino peu chanceuse se met à raconter sa vie à un directeur après la fermeture.

## Fiche technique
- Titre : La Bonne Soupe
- Réalisation : Robert Thomas
- Assistant réalisateur : Jacques Rouffio
- Scénario : Robert Thomas, d'après la pièce de Félicien Marceau
- Décors : Jacques Saulnier ; Charles Merangel (décoration de plateau)
- Costumes : Maurice Albray
- Photographie : Roger Hubert
- Son : Jean Rieul
- Montage : Henri Taverna
- Musique : Raymond Le Sénéchal
- Maquillages : Lina Gallet
- Effets spéciaux : Jean Fouchet
- Direction musicale : Jacques Météhen
- Production : André Hakim
- Sociétés de production : Belstar Productions, Les Films du Siècle (France) et Dear Film (Italie)
- Pays de production :  France,  Italie
- Format : Noir et blanc - 2,35:1 - 35 mm - Son mono
- Genre : Comédie dramatique
- Durée : 97 minutes
- Format : Couleurs - 35 mm - 2,35:1 - Son monophonique
- Date de sortie :
  - France : 29 janvier 1964
- Affiche : Boris Grinsson (France)

## Distribution
- Annie Girardot : Marie-Paule II
- Marie Bell : Marie-Paule I
- Franchot Tone : John Montasy Jr.
- Claude Dauphin : M. Oscar
- Sacha Distel : Roger
- Félix Marten : Odilon
- Jane Marken : Mme Alphonse
- Bernard Blier : Joseph
- Blanchette Brunoy : Angèle
- Daniel Gélin : Raymond
- Jean-Claude Brialy : Jacquot
- Raymond Pellegrin : Armand
- Christian Marquand : Lucien
- Raymond Bussières : le portier
- Jacqueline Jefford : la femme de Roger
- Danielle Volle : Janine, la fille de Marie-Paule
- Denise Grey : Mme Boudard
- Monique Mélinand : la mère de Marie-Paule
- Jean Tissier : le barman
- Gérard Blain : le peintre
- Paul Demange : le sacristain
- Florence Blot : une amie de Mme Boudard
- Christian Buhr
- Madeleine Clervanne : Adèle Postic
- Germaine Michel
- Laure Paillette
- Moustache
- Georgette Peyron
- Alain Quercy
- Paulette Arnaud : la petite Fernande
- Robert Thomas : Lecaze, un client de Marie-Paule (non crédité)
- Philippe Brizard : le coiffeur
- Hubert Deschamps : un client de Marie-Paule (non crédité)
- Gib Grossac : le client à moustache (non crédité)